# Котихина, Ирина Викторовна
Ирина Викторовна Котихина (род.17 декабря 1980) — российская спортсменка, игрок в настольный теннис, призёрка чемпионатов Европы.

## Биография
Родилась в 1980 году в Горьком, закончила Санкт-петербургский государственный университет физической культуры имени П. Ф. Лесгафта. В 1995 году стала обладательницей золотой медали первенства Европы среди кадетов в составе команды и серебряной медали — в парном разряде. В 1998 году стала обладательницей золотой медали первенства Европы среди юниоров в составе команды.
На чемпионате Европы 2007 года завоевала бронзовую медаль в одиночном разряде и стала обладательницей серебряной медали в составе команды. В 2008 году приняла участие в Олимпийских играх в Пекине, но наград не завоевала.